# Silvio Fagiolo
Silvio Fagiolo (Roma, 15 luglio 1938 – Milano, 28 giugno 2011) è stato un diplomatico italiano.

## Biografia
Laureatosi in giurisprudenza all'Università di Roma, lavora come funzionario della Commissione CEE prima di entrare in diplomazia nel 1969, quando viene nominato Volontario in seguito ad esame di concorso.

### L'attività diplomatica
Giunto al Ministero degli Affari Esteri, Silvio Fagiolo inizia la carriera diplomatica alla Direzione Generale per gli Affari Politici, dove vi rimane fino al 1972, anno nel quale assume l'incarico di Secondo segretario presso l'Ambasciata d'Italia a Mosca. A termine dell'esperienza in Unione Sovietica, segue un periodo di servizio presso il Consolato di Detroit, dove vi rimane fino al 1979, anno nel quale Fagiolo è promosso a Consigliere di legazione e, di rientro in Italia, torna alla Direzione Generale per gli Affari Politici.
Il periodo romano dura fino al 1982, quando in settembre assume in qualità di Consigliere a Bonn, capitale della Repubblica Federale di Germania (RFG) tra il 1949 e il 1990. Segue una prima esperienza al Gabinetto del ministro, che ai tempi era Giulio Andreotti, prima di assumere in qualità di Ministro consigliere a Washington (1992-1995), incarico che ricopre fino al suo ritorno al Ministero, ora come capo di Gabinetto dei ministri degli Esteri Susanna Agnelli e Lamberto Dini.
Tra i protagonisti dei negoziati per il trattato di Maastricht e di Nizza, è stato rappresentante permanente presso l'Unione europea dal 2000 al 2001 e ambasciatore d'Italia in Germania, a Berlino (2001- 2005).
Editorialista del Sole 24 Ore, dal settembre 2005 ha insegnato Relazioni internazionali presso la LUISS Guido Carli di Roma e ha pubblicato numerosi libri su questioni internazionali e diplomazia.
È morto a Milano il 28 marzo 2011.

## Pubblicazioni
- I gruppi di pressione in Urss, Laterza, 1977
- L'operaio americano, Laterza, 1980
- La Russia di Gorbaciov, Franco Angeli, 1988
- La pace fredda, Marsilio, 1996
- L'idea dell'Europa nelle relazioni internazionali, 2009